# 昇給
| ウィキペディアには「昇給」という見出しの百科事典記事はありません（タイトルに「昇給」を含むページの一覧/「昇給」で始まるページの一覧）。 代わりにウィクショナリーのページ「昇給」が役に立つかもしれません。 |